# Noorbeek
Noorbeek (en limburguès Norbik) és un antic municipi a l'extrem sud de la província de Limburg als Països Baixos a la frontera amb Bèlgica, a la vall del Noor, un afluent del Voer.
El primer esment escrit Nortbech data del 1228. Durant l'antic règim pertanyia al «País de Dalhem» un comtat independent que el 1244 va esdevenir un feu del ducat de Brabant. Una part important del terra pertanyia al monestir de Rolduc de Kerkrade. A la fi de la Guerra dels Vuitanta Anys el 1661, després del Tractat de partició el seu territori va ser cedit a la Corona de Castella. La reforma administrativa durant l'ocupació francesa (1795-1814) va fer-ne un municipi el 1795. El 1831 passà a Bèlgica, però després del Tractat de Londres (1839) Guillem I dels Països Baixos va recuperar Maastricht i la part de Limburg enllà de la riba dreta del Mosa. Va fusionar-se l'any 1982 amb Margraten que al seu tor, el 2011 va ser integrat en el municipi Eijsden-Margraten.

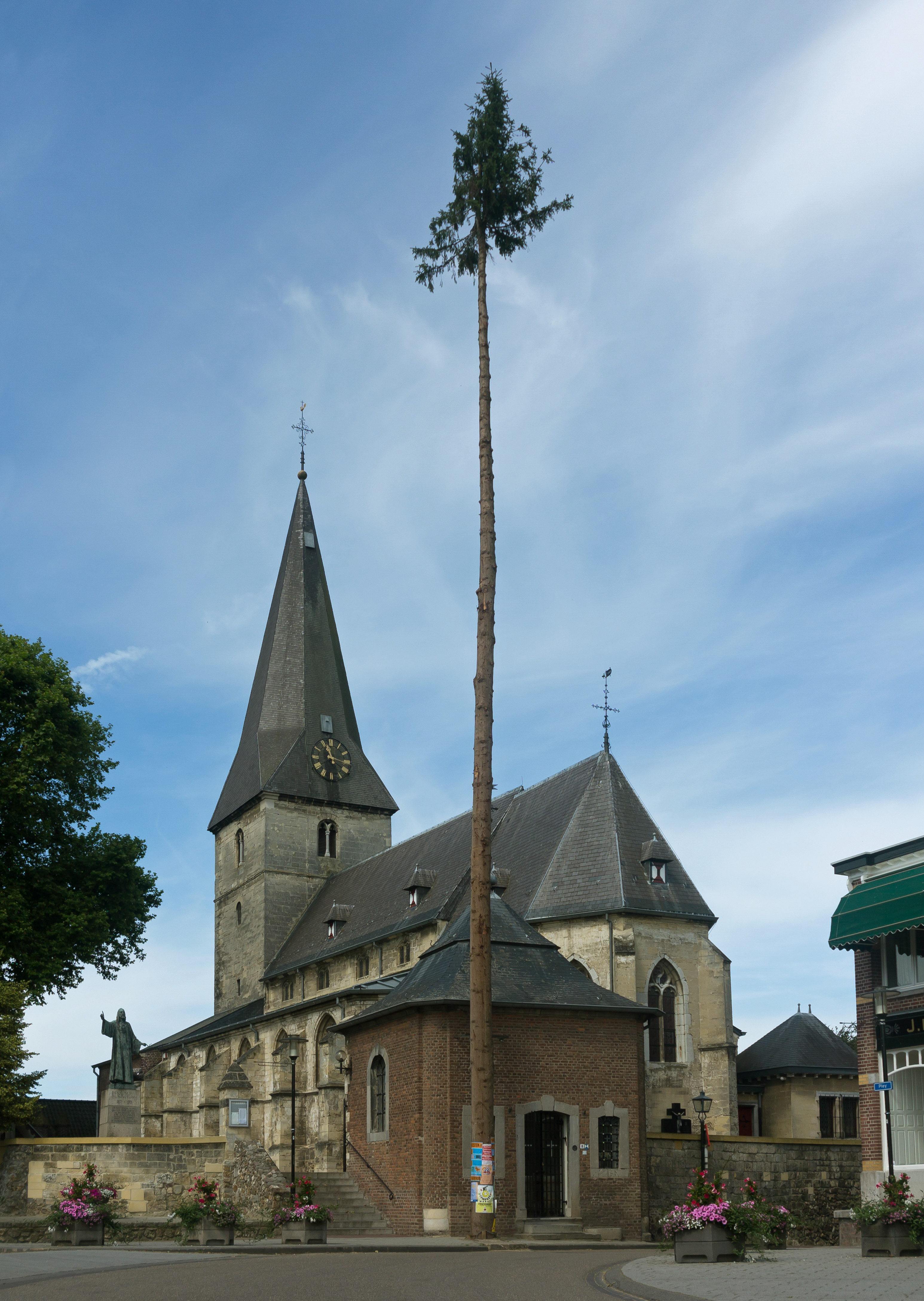
Església de Brígida d'Irlanda amb «Pi de Brígida»

L'església està dedicada a Brígida d'Irlanda. Data del 1228 i era una sufragània de l'església de 's-Gravenvoeren, l'edifici actual és d'estil gòtic tot i conservar unes restes romàniques de l'església anterior. El nucli antic del poble és un paisatge protegit. El paisatge natural, amb el seu relleu accidentat i pendents forts de fins a 10%, fenomen rar als plans Països Baixos, és una destinació turística aficionada per excursionistes i ciclistes. Cada segon dissabte després de Pasqua s'hi celebra des del 1634 la cerimònia del «Pi de Santa Brígida», un esdeveniment a l'inventari del patrimoni immaterial neerlandès.
El nom prové del riu Noor també anomenat Noorbeek.